# Lemuy (isola)
Lemuy è un'isola del Cile che fa parte della Regione di Los Lagos.